# Pereira (Mirandela)
Pereira é uma povoação portuguesa do Município de Mirandela que foi sede da extinta Freguesia de Pereira, freguesia que tinha 7,50 km² de área e 155 habitantes (2016), e, por isso, uma densidade populacional de 20,7 hab/km². 
A Freguesia de Pereira foi extinta através da reorganização administrativa de 2012/2013, tendo o seu território sido agregado na ao das Freguesias de Avidagos e Navalho para criar a União de Freguesias de Avidagos, Navalho e Pereira.
Em 1911 era um lugar da freguesia de Avidagos, mas através do decreto lei nº 23.081, de 07/10/1933, passou a constituir uma freguesia autónoma com sede na povoação do mesmo nome.

## População
| 1940 | 1950 | 1960 | 1970 | 1981 | 1991 | 2001 | 2011 | 2016 |
| 304  | 388  | 258  | 249  | 341  | 269  | 245  | 190  | 155  |

## História
A freguesia de Pereira situa-se no sudoeste do Município de Mirandela, com Avidagos e Abreiro a sul. Pereira tornou-se freguesia apenas a 7 de Outubro de 1933, separando-se  da Freguesia de Avidagos, aldeia vizinha à qual estava administrativamente ligada.
Uma figura notável na história de Pereira foi Abílio Sebastião Fonseca, proprietário abastado que ajudou na construção da igreja local, na obtenção de água canalizada, calcetamento da rua principal e construção da escola.

## Património
Os Monumentos Históricos da Freguesia de Pereira são a Igreja Matriz, Capela das Irmãs, Casa do Menino Jesus, Tanques de 1938, Fonte das Nogueiras e Fonta das Chousas.
A Casa do Menino Jesus é um internato de meninas, e funciona ainda como centro de dia para a terceira idade. A sua fundação deve-se à Dona Maria Augusta e à irmã São João.

## Festas
- Festa do Corpo de Deus - A Festa do Corpo de Deus é realizada no feriado do Corpo de Deus e conta com a presença anual do Bispo da Diocese de Bragança-Miranda que considerou Pereira como a aldeia Eucarística da Diocese. No dia do Corpo de Deus, depois da Missa segue-se a Procissão que percorre as ruas da povoação, que são previamente enfeitadas com vasos de flores, ramos verdes e arcos floridos.

- Festa de Nossa Sr.ª. da Torre - Esta festa é realizada na segunda semana do mês de Agosto, onde durante a semana se realizam jogos tradicionais, acompanhada de música nas noites de sexta, sábado e domingo. Domingo realiza-se a missa solene e a Procissão pelas ruas da aldeia em Honra da Nossa Senhora da Torre.

## Jogos Tradicionais
- Jogo do Fito - Tal como noutras terras do concelho, o jogo mais tradicional de Pereira é o jogo do fito ou do chino, praticado por duas ou quatro pessoas que jogam em equipa para derrubar os dois fitos com duas pedras, alcançando quatro pontos se o conseguirem fazer, e dois pontos se forem os jogadores que se aproximarem mais do fito. Os marcos são colocados na vertical a uma distância de 10 ou 20 metros um do outro. Ganha quem conseguir primeiro um total de 40 pontos.

## Locais a Visitar
- Casa do Menino Jesus
- Igreja Matriz
- Paisagem natural